# مايكل فان بوبيل
مايكل فان بوبيل (بالهولندية: Michael van Poppel)‏ (20 ديسمبر 1989 في تيلبورغ، بهولندا) هو مؤسس ورئيس بي إن أو نيوز.
أسس مايكل حساب تويتر الشهير للأنباء (BreakingNewsOn@) في 13 مايو 2007، والذي وصل في 1 ديسمبر 2009 إلى ما يقرب من 1.5 مليون متابع، وحقق الحساب العديد من السبقات الإخبارية، مثل حيازته على فيديو لزعيم القاعدة أسامة بن لادن والذي قام ببيعه إلى رويترز في سبتمبر 2007، وكذلك تغطيته ل زلزال لينكولنشاير في فبراير 2008. وتحول الحساب في النهاية إلى وكالة أنباء مدفوعة تقدم خدماتها للعديد من الشركات منها: إم إس إم بي سي.

## وصلات خارجية
- الموقع الرسمي لـ بي إن أو نيوز
- حساب تويتر الخاص بمايكل فان بوبيل